# 황석두
황석두(黃錫斗, 1813년 ~ 1866년 3월 30일)는 조선의 천주교 박해 때에 순교한 한국 천주교의 103위 성인 중에 한 사람이다. 세례명은 루카(Lucas)이다.

## 생애
황석두는 1813년에 충청도 연풍에서 부유한 양반 집안의 외아들로 태어났다. 그의 아버지는 가문의 영광을 위해서 그가 과거 시험에 합격토록 그를 공부시켰다.
황석두는 20세에 과거 시험을 보러 한양으로 떠났다. 한양에서 그는 주막에서 묵던중 한 박식한 천주교인을 만났다. 황석두는 그에게서 천주교에 대한 놀라운 이야기를 들었고 굉장한 감동을 받았다. 그는 그 천주교인에게서 몇 권의 천주교 서적을 받았다. 그는 그 천주교인이 떠난 후 사흘 뒤에 고향으로 돌아왔다. 그는 놀란 그의 아버지에게 자신이 과거 시험에 급제하였다고 말했다. 그러나, 사실 그의 말은 하늘의 시험에 합격했다는 뜻이었다. 황석두는 아버지에게 심하게 매를 맞았지만, 천주교 신앙을 공부하는 것을 계속하였다.
황석두는 그의 아내를 천주교로 개종시켰다. 그의 아버지는 그를 죽이려 들었다. 그러한 위협에 대한 반응으로, 황석두는 3년 동안 아무런 말도 하지 않았다. 그의 온가족은 그의 무언증을 고치려 했지만 실패하였다. 그의 아버지를 포함하여 온가족은 애달퍼했고, 결국 황석두의 권면으로 천주교 교리를 배워 신자가 되었다.
비천주교인들까지도 황석두의 헌신과 충실함 그리고 훌륭한 성품에 감복하였다. 페레올 주교가 조선에 입국 했을 때, 황석두는 여생을 교회를 위해 봉사하기로 결심하였다. 그는 절제와 금욕을 위해 페레올 주교에게 아내와 별거할 것을 허락 받고 독신으로 살았다. 주교는 황석두를 사제로 만들기로 결심했지만, 교황청에서는 조선에 황석두의 아내가 입회할 수녀회가 없다는 이유로 주교의 제안을 거절하였다.
황석두의 아버지가 세상을 떠나자, 그의 친척들이 그의 재산을 모두 상속받았다. 페롱 신부는 황석두를 한문학 교사이자 교리 교사 및 회장으로 임명하였다. 또한 그는 사제들의 복사직도 수행했다. 황석두는 그 의무들을 훌륭히 수행하였다. 그는 마침내 베르뇌 주교와 다블뤼 주교의 복사가 되었다. 그는 주교들과 함께 여러 권의 서적을 번역 및 저술하였다.
1866년 3월 충청도 홍주 거더리에서 다블뤼 주교가 체포되었는 데, 그는 황석두의 지식과 능변을 아까워하여 포졸들에게 황석두만은 체포하지 말아달라고 간청했다. 하지만, 황석두는 한양으로 압송되는 주교를 수 십리 동안 뒤따라가 체포되어 주교와 함께 압송되었다. 1866년 3월 30일 황석두는 사형을 선고받고 보령의 갈매못(충청도에 있던 해군 기지)에서 다블뤼 주교와 위앵 신부, 오메트르 신부 그리고 장주기 등과 함께 참수되고 군문효수되었다. 그렇게 그가 순교하던 때의 나이는 54세였다.

## 시복 · 시성
황석두 루카는 1968년 10월 6일에 성 베드로 대성당에서 교황 바오로 6세가 집전한 24위 시복식을 통해 복자 품에 올랐고, 1984년 5월 6일에 서울특별시 여의도에서 한국 천주교 창립 200주년을 기념하여 방한한 교황 요한 바오로 2세가 집전한 미사 중에 이뤄진 103위 시성식을 통해 성인 품에 올랐다.

## 참고 문헌
- 가톨릭 사전: 황석두
- Catholic Bishop's Conference Of Korea. 103 Martryr Saints: 황석두 루카 Lucas Hwang Sok-tu 보관됨 2015-02-08 - 웨이백 머신

1. ↑  http://newsaints.faithweb.com/martyrs/Korea1.htm
2. ↑  “한국 천주교 절두산 순교성지 성인유해실”. 2014년 10월 7일에 원본 문서에서 보존된 문서. 2015년 2월 15일에 확인함.
3. ↑  〈103위 성인 (百三位聖人)〉. 《한국 브리태니커 온라인》. 2014년 10월 19일에 원본 문서에서 보존된 문서. 2015년 2월 15일에 확인함.
4. ↑  염지은 (2014년 8월 1일). “[교황 방한] 1925년·1968년·2014년…로마에서 서울까지 3번의 시복식”. 뉴스1. 2015년 2월 15일에 확인함.